# Jaranówek
Jaranówek – wieś w Polsce położona w województwie kujawsko-pomorskim, w powiecie włocławskim, w gminie Brześć Kujawski.
W latach 1975–1998 miejscowość administracyjnie należała do województwa włocławskiego. Według Narodowego Spisu Powszechnego (III 2011 r.) liczyła 120 mieszkańców. Jest 22. co do wielkości miejscowością gminy Brześć Kujawski.
Niegdyś część dóbr Brzezie, należących do Kronenbergów.